# Phloroglucintrioxim
Phloroglucintrioxim ist ein Oxim, das sich von der Ketoform des Phloroglucins ableitet.

## Geschichte
Phloroglucintrioxim spielte eine Rolle bei der Untersuchung der Eigenschaften von Phloroglucin (1,3,5-Trihydroxybenzol). 1886 wurde entdeckt, dass es durch Umsetzung mit Hydroxylamin Phloroglucintrioxim bildet. Da diese Reaktion typisch für Ketone ist, konnte aus der Beobachtung abgeleitet werden, dass Phlorglucin zum Teil als Triketon vorliegt.

## Herstellung
Phloroglucintrioxim kann durch Umsetzung von Phloroglucin mit Hydroxylamin erhalten werden. Dabei entsteht ein Gemisch aus den zwei Isomeren. Das asymmetrische Isomer macht dabei etwa 95 % des Gemisches aus.

## Reaktionen und Verwendung
Phloroglucin wird als Edukt für die Herstellung anderer Verbindungen verwendet. So kann es zu Trinitrosobenzol  und Trinitrobenzol oxidiert werden und zu Triaminobenzol  und Triaminocyclohexan  reduziert werden.

## Externe Links zu erwähnten Verbindungen
1. ↑  Externe Identifikatoren von bzw. Datenbank-Links zu Triaminobenzol:  CAS-Nr.: 108-72-5, EG-Nr.: 203-610-7, ECHA-InfoCard: 100.003.283, PubChem: 66952, ChemSpider: 60311, Wikidata: Q27117974.
2. ↑  Externe Identifikatoren von bzw. Datenbank-Links zu Triaminocyclohexan:  CAS-Nr.: 26150-46-9, PubChem: 427712, Wikidata: Q64940745.